# Bahnung
Bahnung ist ein Begriff aus der Neurophysiologie und umschreibt das Phänomen, dass eine wiederholte Erregung bestimmter Nervenbahnen den Wirkungsgrad von Reizen gleicher Stärke erhöht oder eine Erregung dieser Nervenbahn schon durch schwächere Reize ermöglicht wird (siehe auch: Summation und Langzeit-Potenzierung).

## Begriffsgeschichte
Die Bildung des neurophysiologischen Begriffs der Bahnung – wie ebenso der Hemmung und der Summation – wird dem österreichischen Physiologen Sigmund Exner zugeschrieben, der 1894 seinen Entwurf zu einer physiologischen Erklärung der psychischen Erscheinungen veröffentlichte. Exner wurde 1875 Professor am Physiologischen Institut in Wien – und ab 1891 dessen Leiter als Nachfolger von Ernst Brücke –, wo 1881 auch Sigmund Freud promoviert wurde. In dessen unveröffentlichtem Entwurf einer Psychologie (1895), der Gedanken zu möglichen hirnphysiologischen Grundlagen des Gedächtnisses enthält, findet sich der Begriff ebenfalls.

## Räumliche und zeitliche Bahnung
In der Betrachtung einer einzelnen Nervenzelle wird zwischen räumlicher und zeitlicher Bahnung unterschieden. Dabei wird „räumliche Bahnung“ definiert als die simultane Wirkung von Reizen an räumlich voneinander unterschiedlichen Afferenzen, also verschiedener Synapsen einer Nervenzelle. Unter „zeitlicher Bahnung“ versteht man eine relativ rasche Aufeinanderfolge, etwa im Abstand von 4 ms, von sogenannten repetitiven Einzelreizen an ein und derselben Afferenz einer Synapse. Diese Reize erfolgen somit noch innerhalb des abklingenden Verlaufs der erregenden postsynaptischen Potentiale (EPSP). Ein unterschwelliger Einzelreiz bewirkt keine Depolarisation der Nervenzelle. Im Falle einer resultierenden Bahnung jedoch wird eine entsprechende Nervenzelle depolarisiert. Dies ist aufgrund der Modellvorstellung einer Summation von jeweils für sich allein genommen unterschwelligen Einzelreizen verständlich.

## Komplexere Anwendungen des Begriffs
Bahnung findet als neurophysiologisches Konzept auch Anwendung in der Betrachtung komplexer Phänomene aus der Hirnforschung, Psychophysik, Verhaltensphysiologie und der Sozialpsychologie.
Langzeit-Potenzierung (Neuroanatomie und Neurophysiologie)
Die Langzeit-Potenzierung (LTP = Longterm-Potentiation) ist eine zeitliche Bahnung unter Annahme von Lerneffekten einer Nervenzelle. Dieser Lerneffekt kommt jedoch nur durch eine vorher erfolgte räumliche Bahnung unter Beteiligung mehrerer Input-Axone bzw. mehrerer Afferenzen zustande. Hierdurch kommt es u. U. zu einer Änderung der Synapsengewichte.
Priming (Psychologie)
Ein Reiz kann die Verarbeitung eines nachfolgenden Reizes positiv oder negativ beeinflussen, wenn der erste Reiz gewisse Gedächtnisinhalte aktiviert.
Bahnung (Lerntheorie)
Durch häufige Wiederholung findet eine Bahnung für bestimmte Gedächtnisinhalte statt, d. h. neuronale Korrelate mentaler Repräsentationen werden durch häufige gleichzeitige Aktivierung miteinander verbunden (assoziiert). Bahnungseffekte können als neurophysiologischer Vorläufer etwa eines Gedankens oder einer Erinnerung betrachtet werden.